# Karl Polak (KZ-Häftling)
Karl Polak (* 10. Februar 1916 in Leer; † 1994 ebenda) war ein deutsches NS-Opfer und KZ-Häftling.
Polak wurde im Zuge des Novemberpogroms am 9. November 1938 in Leer verhaftet. Zusammen mit anderen männlichen Festgenommenen brachte man den 22-Jährigen zum Viehhof, wo sie in einen Schweinestall gesperrt wurden. In Güterwaggons verschleppte man die Gefangenen anschließend zum Konzentrationslager Sachsenhausen in Oranienburg.
Am 9. Februar 1939 entlassen, ging Polak zurück nach Leer. Er war freigelassen worden, weil er sich verpflichtet hatte, in die Dominikanische Republik auszuwandern. Da er ohne die notwendigen finanziellen Mittel keine Möglichkeit sah, dies in die Tat umzusetzen, entschied er sich dafür, unterzutauchen. Er kam zunächst bei einer jüdischen Familie in Hamburg unter. Einige Wochen lang versuchte er vergeblich, als blinder Passagier auf ein Schiff nach Übersee zu gelangen. Der Heizungskeller eines Hamburger Hotels war sein nächster Aufenthaltsort. Die jüdische Gemeinde Hamburg riet ihm im Oktober 1939, nach Berlin zur Reichsvereinigung der Juden in Deutschland zu gehen. Diese sandte Polak weiter zu einem landwirtschaftlichen Ausbildungslager (Hachschara) in der Nähe Berlins, zur Vorbereitung auf die Emigration nach Palästina. Allerdings wurde die Emigration von Seiten der deutschen Verwaltung nach dem Ausbruch des Zweiten Weltkriegs verboten. Die NS-Machthaber entschlossen sich damals endgültig, die „Judenfrage“ einer „Endlösung“ zuzuführen.
Polaks Eltern waren zu diesem Zeitpunkt aus Leer vertrieben worden und lebten in einem Zimmer einer überfüllten Berliner „Judenwohnung“ nahe dem Alexanderplatz. Als er sie im Frühjahr 1942 ein weiteres Mal heimlich besuchen wollte, fand er an der Tür nur noch das Gestapo-Siegel – seine Eltern waren abtransportiert worden.
Im Dezember 1942 wurde das Hachschara-Lager von der Polizei geräumt, die jüdischen Bewohner in Viehwaggons nach Auschwitz-Birkenau verschleppt. Polak erhielt die Häftlingsnummer 104 846. Er wurde zum Einsatz in den Kohlengruben vom KZ Jawischowitz abkommandiert. 1943 infizierte sich Polak mit einer Bartflechte. Kurt Julius Goldstein, der einzige jüdische Lager-Kapo von Birkenau, rettete ihn zu diesem Zeitpunkt davor, als „Muselmann“ in den Gaskammern zu enden.
Anfang 1945 wurde das Gesamt-KZ Auschwitz angesichts der vorrückenden Sowjetarmee geräumt, die Gefangenen von der SS auf die Todesmärsche gebracht. Auch das Lager Jawischowitz, das damals noch 1988 Häftlinge zählte, wurde am 18./19. Januar 1945 geräumt. Auf dem Marsch Richtung Westen starben viele der Häftlinge an Entkräftung oder durch Misshandlung und Erschießung seitens der SS-Aufseher. Die Überlebenden wurden in Züge verladen und ins KZ Theresienstadt gebracht.
Zum Zeitpunkt der Befreiung Theresienstadts durch die Sowjetarmee lag Polak mit Bauchtyphus im Lazarett. Nach seiner Genesung schlug er sich Ende 1945 in seine Heimatstadt Leer durch. Das enteignete Haus seiner Familie erhielt Polak später zurück.

## Werke
- Zeugenberichte über sieben Jahre Verfolgung – zusammengestellt von Theodor Prahm, Leer/Oldenburg 1988.